# Carmela Zumbado
Carmela Zumbado (* 27. Februar 1991 in Miami, Florida) ist eine US-amerikanische Schauspielerin, die durch ihre Rolle in der Netflix-Serie You – Du wirst mich lieben Bekanntheit erlangte.

## Leben und Karriere
Zumbados Vater emigrierte 1960 von Kuba in die Vereinigten Staaten.
Zumbados Schauspielkarriere startete 2011 mit dem Kurzfilm Play Dead. Es folgten Rollen in den Fernsehserien Bloodline, Scream, Navy CIS: New Orleans und Navy CIS: L.A. sowie in den Kinofilmen Voll abgezockt, Need for Speed und Die Wahlkämpferin. Ihren internationalen Durchbruch hatte sie 2019 als Delilah Alves in der zweiten Staffel der Netflix-Serie You – Du wirst mich lieben.

## Filmografie (Auswahl)
- 2011: Play Dead (Kurzfilm)
- 2012: America’s Most Wanted (Dokumentarfernsehsendung, zwei Episoden)
- 2012: Freestyle Love Supreme
- 2013: Voll abgezockt (Identity Thief)
- 2013: Dr. Dani Santino – Spiel des Lebens (Necessary Roughness, Fernsehserie, eine Episode)
- 2013: Graceland (Fernsehserie, eine Episode)
- 2014: Need for Speed
- 2015: Emma, einfach magisch! (Every Witch Way, Fernsehserie, eine Episode)
- 2015: Bloodline (Fernsehserie, eine Episode)
- 2015: Navy CIS: New Orleans (NCIS: New Orleans, Fernsehserie, zwei Episoden)
- 2015: Boniato (Kurzfilm)
- 2015: Scream (Fernsehserie, eine Episode)
- 2015: Die Wahlkämpferin (Our Brand Is Crisis)
- 2016, 2019: Crazy Ex-Girlfriend (Fernsehserie, zwei Episoden)
- 2017: Navy CIS: L.A. (NCIS: Los Angeles, Fernsehserie, eine Episode)
- 2017: Rosewood (Fernsehserie, eine Episode)
- 2017: Hot Seat (Kurzfilm)
- 2019: The Wall of Mexico
- 2019: You – Du wirst mich lieben (You, Fernsehserie, zehn Episoden)
- 2020: The Magicians (Fernsehserie, eine Episode)
- 2020: White Elephant
- 2021: The Rookie (Fernsehserie, eine Episode)
- 2021, 2023: iCarly (Fernsehserie, zwei Episoden)
- 2021–2022: 2017: Chicago P.D. (Fernsehserie, sieben Episoden)
- seit 2023: Power Book IV: Force (Fernsehserie)
- 2024: Boundary Waters
- 2024: Doctor Odyssey (Fernsehserie, eine Episode)